# Weiße Laber
Die Weiße Laber (veraltet auch Weiße Laaber) ist ein 45 km langer linker Nebenfluss der Altmühl in Bayern.

## Name
Der Name Laber rührt höchstwahrscheinlich von „labara“ her, was in der Sprache der mitteleuropäischen Kelten so viel wie „die Schwatzende, Rauschende“ bedeutete. Eine andere Herkunft des Namens könnte auch auf den bairischen Begriff „lap“ (träge, langsam, faul) zurückgehen, dies in Bezug auf die langsame Strömung des Gewässers. Es gibt auch außerhalb ihres eigenen Gewässersystems zahlreiche weitere Flüsse mit dem Namensbestandteil Laber: z. B. Schwarze Laber, Große Laber, Kleine Laber.
Für eben diese Flüsse herrschte lange Jahre Uneinigkeit über die Schreibweise Laaber oder Laber, bis sich Sprachwissenschaftler 2002 einigten, den Namen aufgrund des keltischen Ursprungswortes mit nur einem „a“ zu schreiben. Die alte Schreibweise findet sich aber noch in Ortschaftsnamen: Laaber oder Rottenburg an der Laaber.

## Verlauf
Die Weiße Laber entspringt im Aubrunnen südlich des Stadtteils Voggenthal von Neumarkt in der Oberpfalz. Wenige Schritte nach der Quelle mündet von rechts ein etwa ein Kilometer langer Oberlauf, der westlich des Ortes über dem Ende des Marktwegs in Richtung Höhenberg an der Europäischen Wasserscheide entspringt. Die Weiße Laber fließt von dort durch den Oberpfälzer Jura in Richtung Süden. Sie trägt im Oberlauf bis zum Zusammenfluss mit der Breitenbrunner Laber auch den Namen Unterbürger Laber. Bei Dietfurt teilt sie sich auf und mündet in einen Altarm der Altmühl.

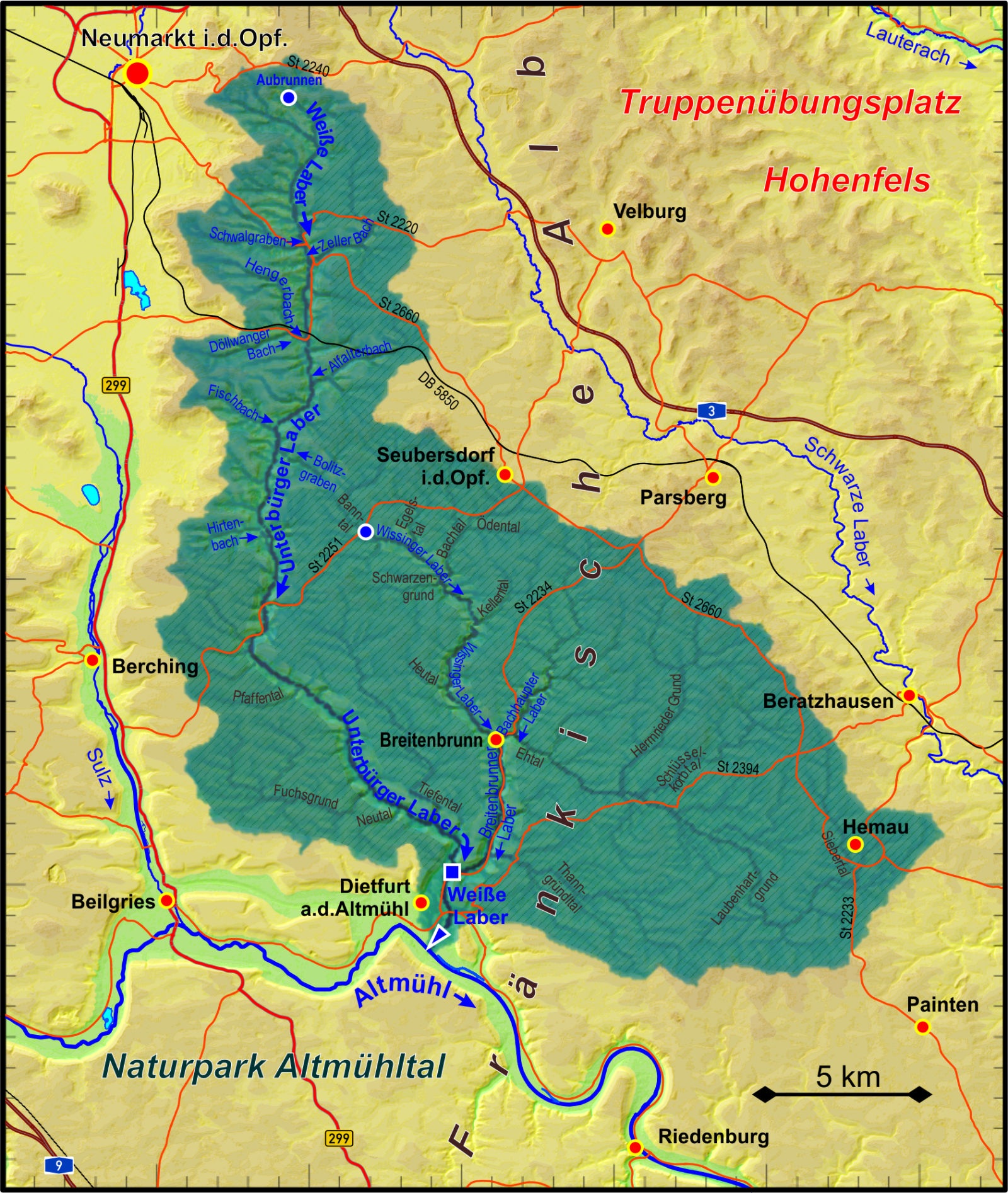
Einzugsgebiet der Weißen Laber

## Charakter und Umgebung
Wegen der umgebenden kargen Landschaft wird die Weiße Laber oft auch als Euphrat Bayerns bezeichnet. Auf ihrem Weg nimmt sie zahlreiche kleinere Zuflüsse aus Karstquellen auf. Im Tal gibt es Moorbildungen, die vor 3000 Jahren ihren Anfang nahmen. In den noch vorhandenen Resten dieser Moore existieren eine Reihe bedrohter Tier- und Pflanzenarten. Ein Teil des Tals bei Deining ist als Naturschutzgebiet Tal der Weißen Laaber bei Deining und Weiße Laaber bei Waltersberg ausgewiesen.
Rad- und Wanderwege entlang des idyllischen Gewässers laden zum Erkunden ein.
Der Fluss wurde im Oktober 1786 von Johann Wolfgang von Goethe anlässlich seiner italienischen Reise überquert und damals von ihm als „stinkende Dreckbrühe“ bezeichnet.

## Einzugsgebiet und Zuflüsse
Die Weiße Laber entwässert den zwischen der Sulz im Westen und der Schwarzen Laber im Osten gelegenen, südwestlichen Teil des Oberpfälzer Juras.
Das orografische Einzugsgebiet umfasst auch verkarstete Hochflächen mit Trockentälern ohne oder mit nur periodischem oberirdischem Abfluss.
- Lengenbach, von rechts auf etwa 483 m ü. NHN bei Deining-Lengenbach
- Schwalgraben, von rechts auf etwa 460 m ü. NHN kurz vor Deining
- Zellerbach, von links auf etwa 459 m ü. NHN in Deining
- Hengerbach, von rechts auf etwa 448 m ü. NHN bei Deining-Labermühle
- Alfalterbach, von links in einen linken Teilungszweig auf etwa 444 m ü. NHN vor Deining-Sippelmühle
- Fischbach, von rechts auf etwa 437 m ü. NHN vor Deining-Kreismühle
- Bolitzgraben, von links auf etwa 435 m ü. NHN nach Deining-Kreismühle
- Hirtenbach, von rechts auf etwa 425 m ü. NHN bei Berching-Simbach
- Peterbachl, von rechts auf etwa 424 m ü. NHN vor Berching-Ritzermühle
- (Bach aus der Unterbürger Karstquelle), von rechts auf etwa 388 m ü. NHN in Dietfurt an der Altmühl-Unterbürg
- (Bach aus der Premerzhofener Quelle), von links auf etwa 375 m ü. NHN nahe bei Breitenbrunn-Premerzhofen
- Breitenbrunner Laber, von links auf etwa 368 m ü. NHN bei Dietfurt-Haas

## Orte am Fluss
- Deining
- Holnstein (Ortsteil von Berching)
- Dietfurt

### Bilder

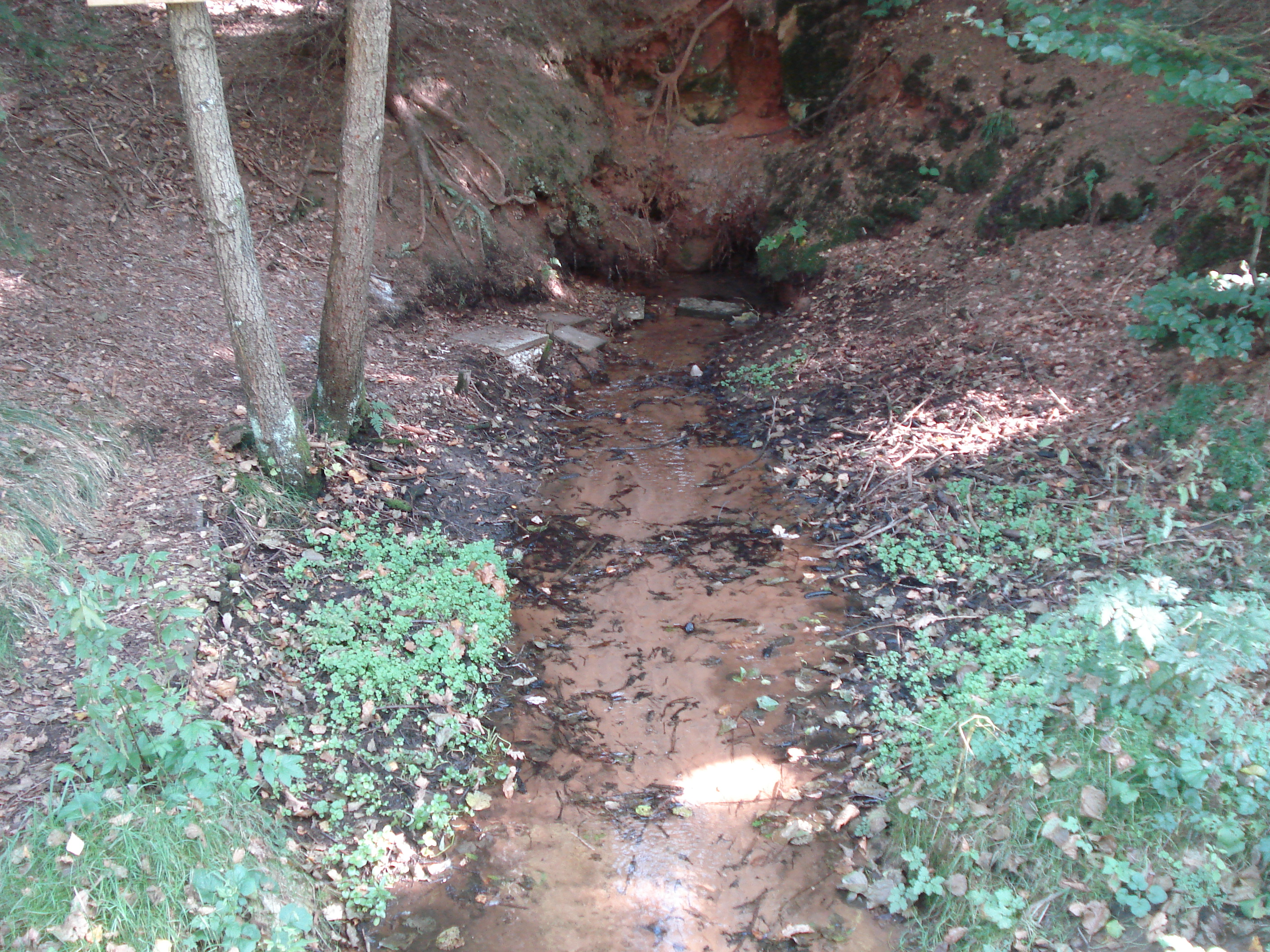
Quelle der Weißen Laber (Aubrunnen)
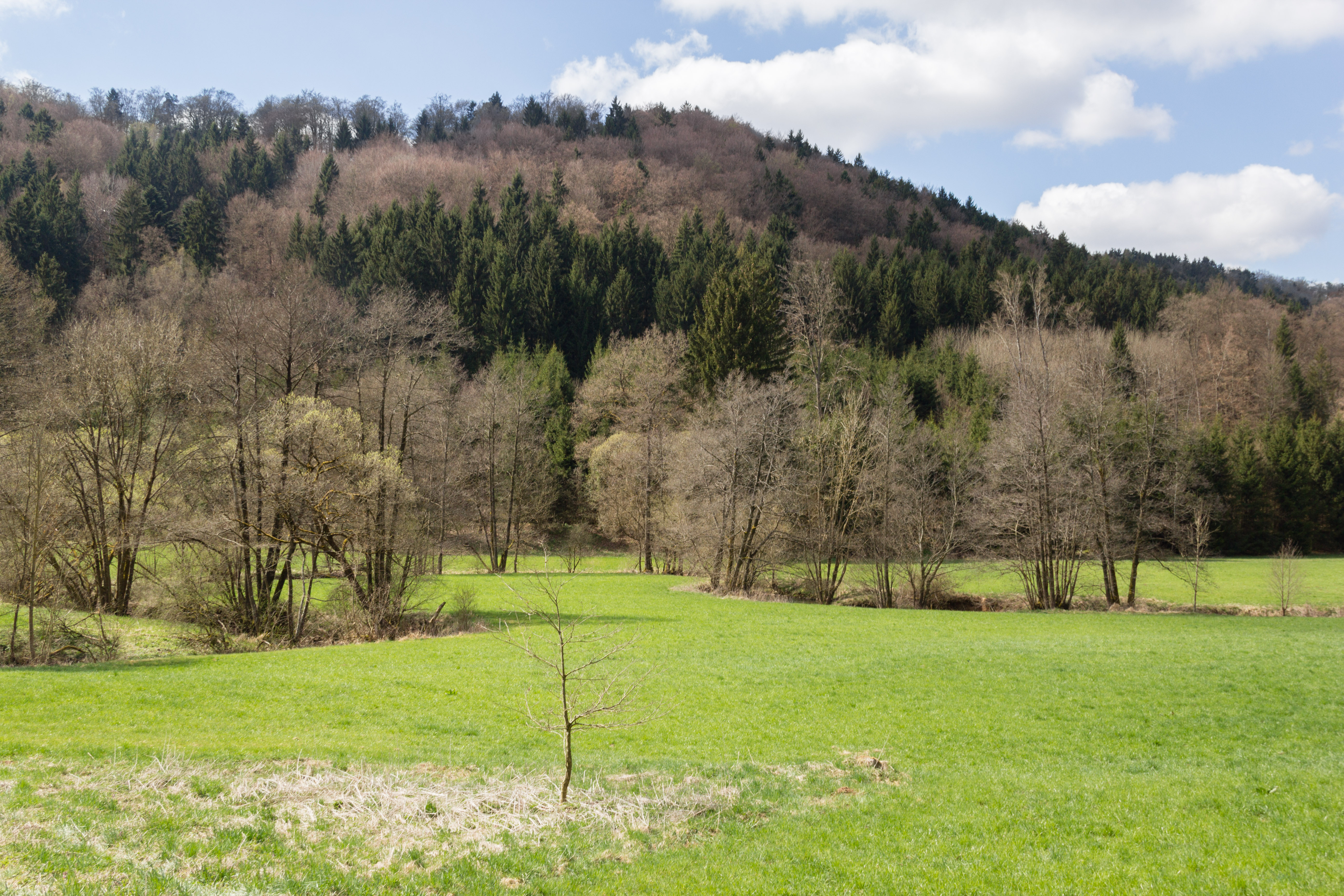
Das untere Labertal bei Dietfurt
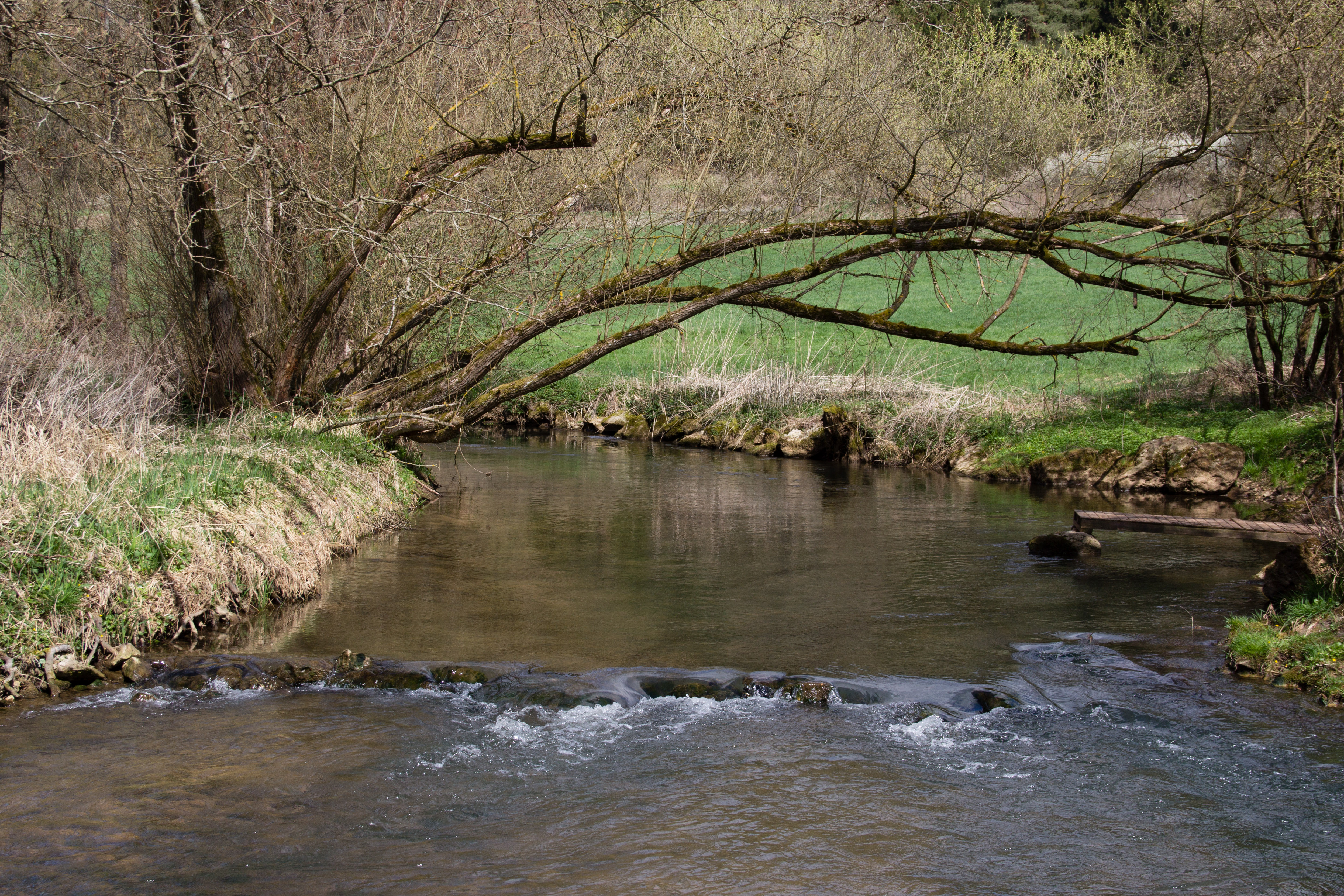
Die Weiße Laber vor dem Zusammenfluss mit der Breitenbrunner Laber
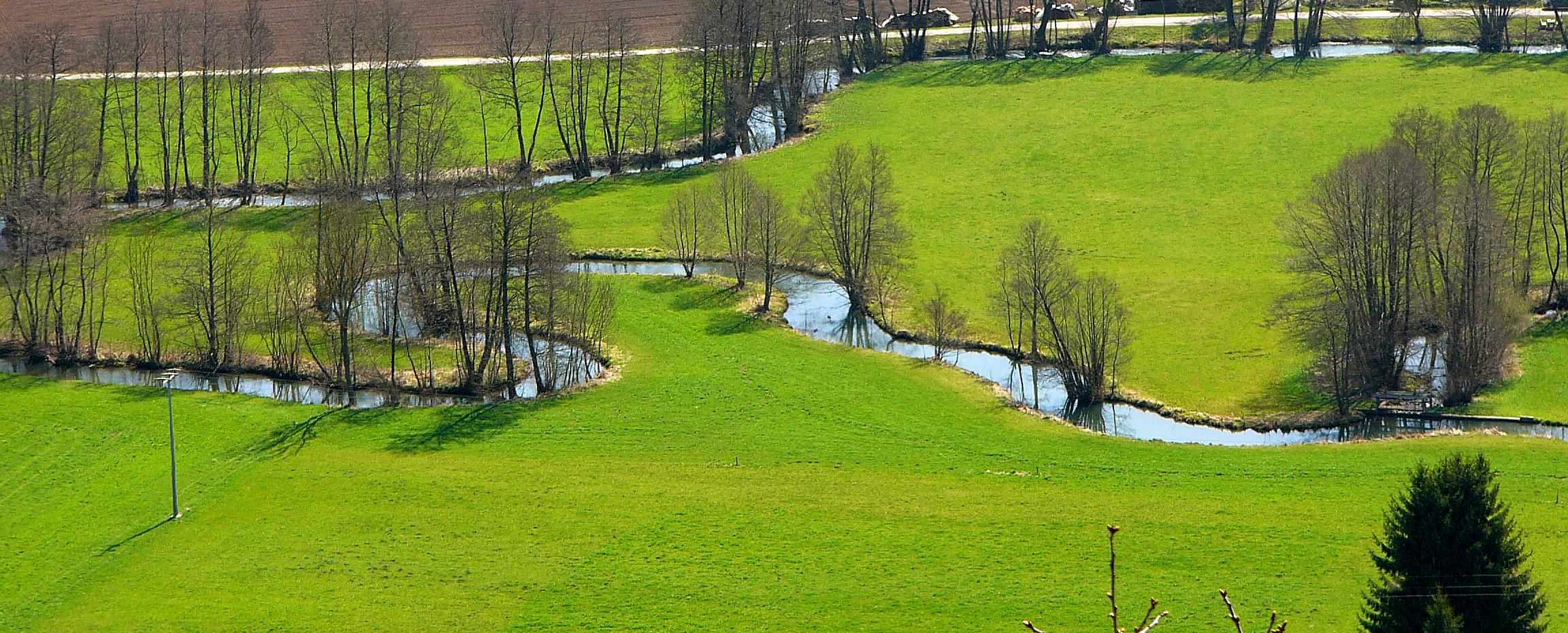
In Dietfurt kommen die Weiße und die Breitenbrunner Laber zusammen